# Церква Святого Миколая (Берлін)

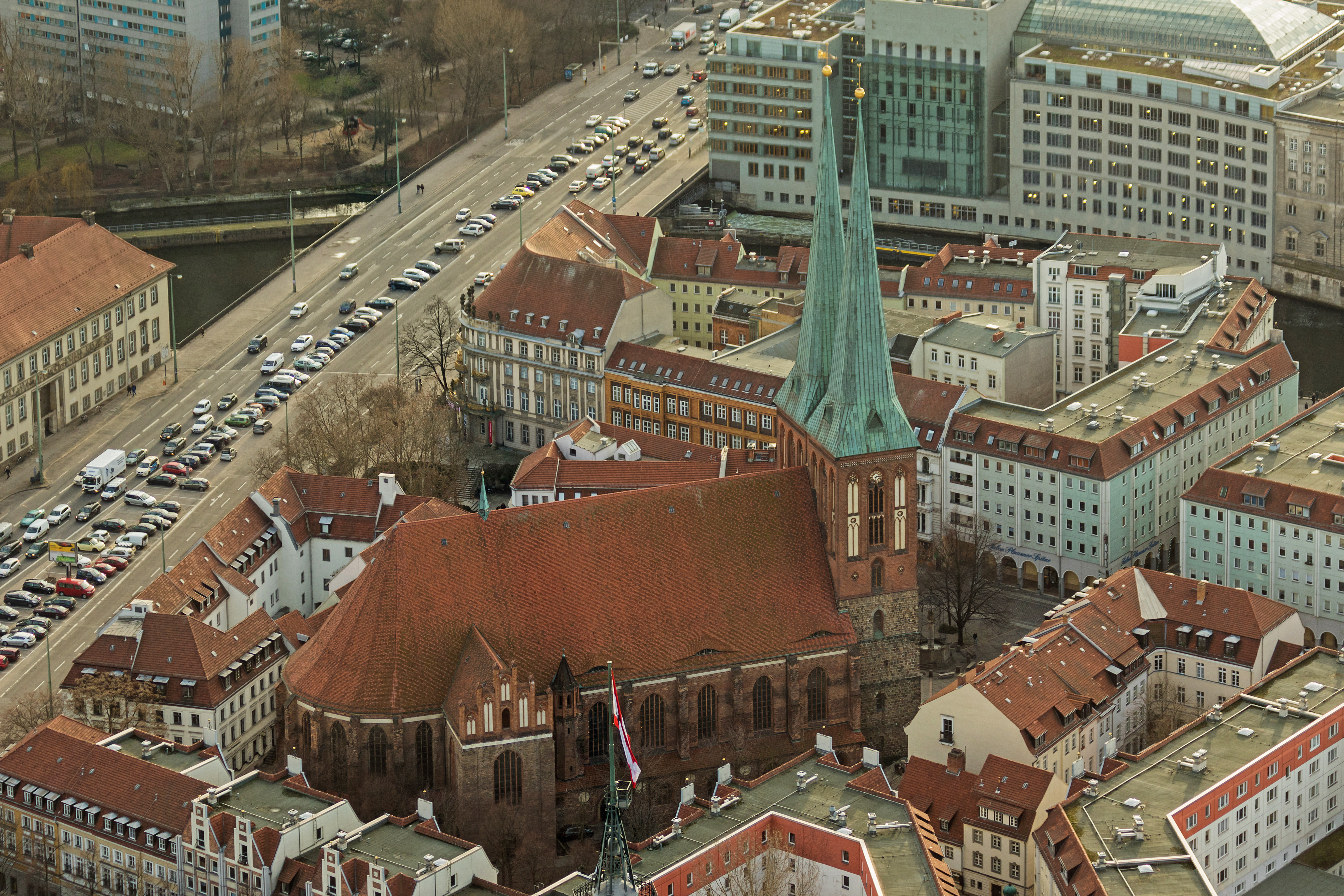
Вид на церкву та Ніколаіфіртель з Берлінської телевежі, січень 2015

Церква Святого Миколая (нім. St. Nikolai-Kirche) — церква у східній частині центрального Берліна, район Мітте.  Побудована між 1220 та 1230 роками разом з церквою Св. Марії неподалік Александерплатц. 
Територія довкола  обмежена вулицями Шпандауерштрассе, Ратхаусштрассе, річкою Шпрее та вулицею Мюлендам, ще відома як Ніколаіфіртель (квартал Миколая)

## Історія будівництва та відбудови
Сучасній церкві Св. Миколая передують принаймні дві будівлі. Перша була зведена близько 1230 року та була характерною для регіону пізньороманською трьохнавною базилікою з пласкими колонами та дахом довжиною 40 метрів, побудованою з каміння. Вестверк, що був побудований у 1230 році й зберігся з того часу, вже мав загострені риси ранньої готики. Назву церква отримала на честь Святого Миколая, а його опіка означала, що церква була церквою торгового поселення. Довкола найстарішої будівлі та Молочного ринку виросло середньовічне місто Старий Берлін, а на іншому березі Шпрее, довкола вже зруйнованої церкви Св. Петра, виросло поселення Кельн.

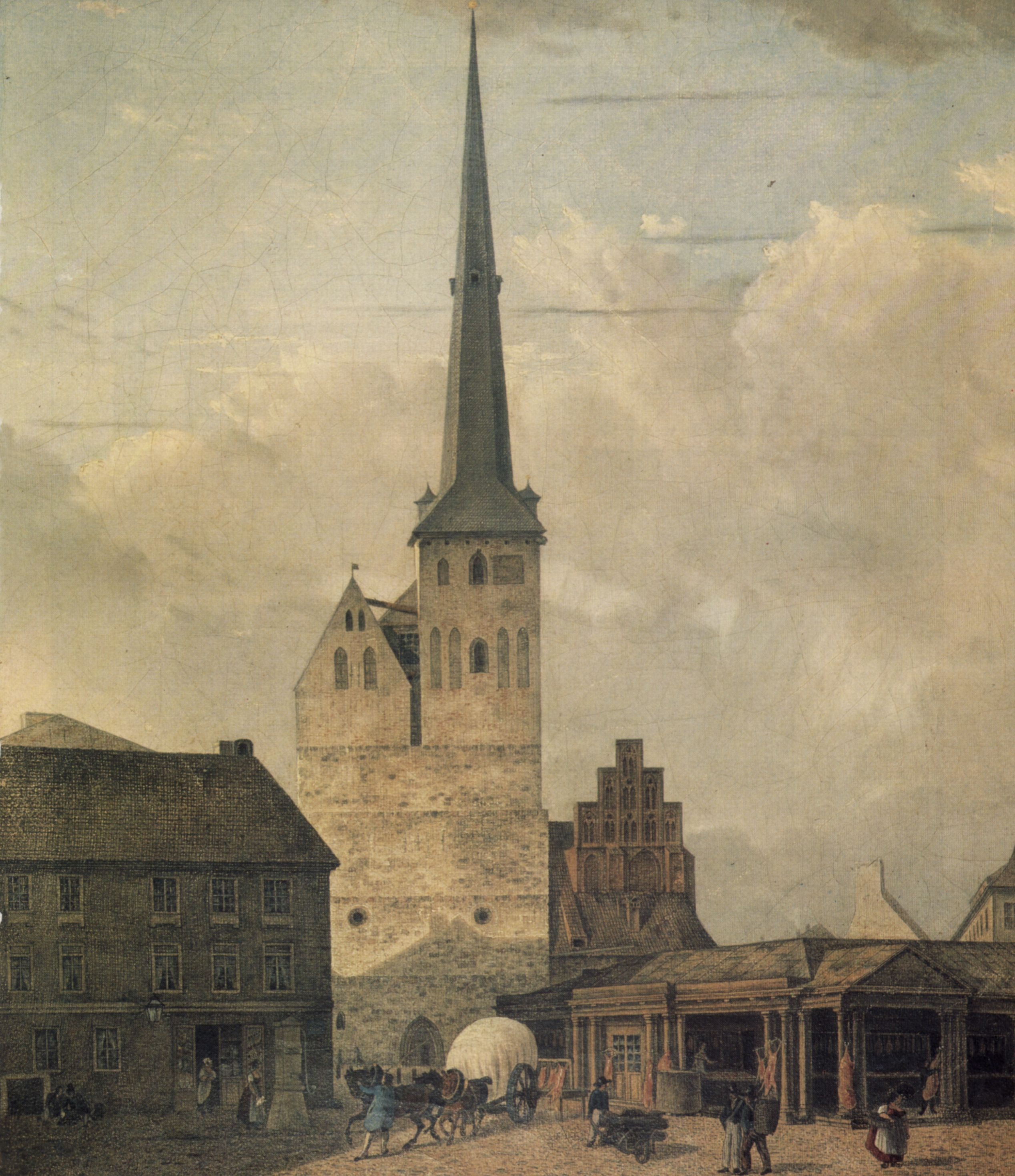
Церква у Ніколаіфіртель, 1827 р.

Уже наприкінці XIII сторіччя поздовжний неф базиліки з каміння був зруйнований та замінений на трьохнавну залу в стилі цегляної готики, і базиліка стала зальним храмом. Після пожежі 1379 року почалася заміна пізньороманських хорів початкової будівлі на значно збільшений поперечний неф перед хорами та деамбулаторієм. Перебудова була закінчена не пізніше початку XV сторіччя. Однак плани щодо будівництва нового поздовжного нефа, який би відповідав новому деамбулаторію, були реалізовані лише близько 1460 року.. До нового нефа не було включено ніяких суттєвих елементів попереднього ранньоготичного нефа.
Будівництво на південнозахідному куті нового нефа храму двоповерхової капели Діви Марії з характерним для цегляної готики сходинковим фронтоном було завершено біля 1465 року і пов'язується з заснованим 1452 року об'єднанням Братів Марії через шеф-кухаря маркграфа Ульріха Цевшеля. Червона цегла капели сильно контрастує з сірим камінням вестверку храму.
В 1470/1480 рр. було здійснено останнє середньовічне будівництво — двоповерхова прибудова захристя та каплиці на північній стороні деамбулаторію. Пізньосередньовічна верхівка південної сторони, яка стала результатом всіх етапів будівництва, більше не існує — у 1876–1878 рр. вона була замінена на нову, яка відповідає неоготичному фасаду двох веж.

### Облаштування церкви

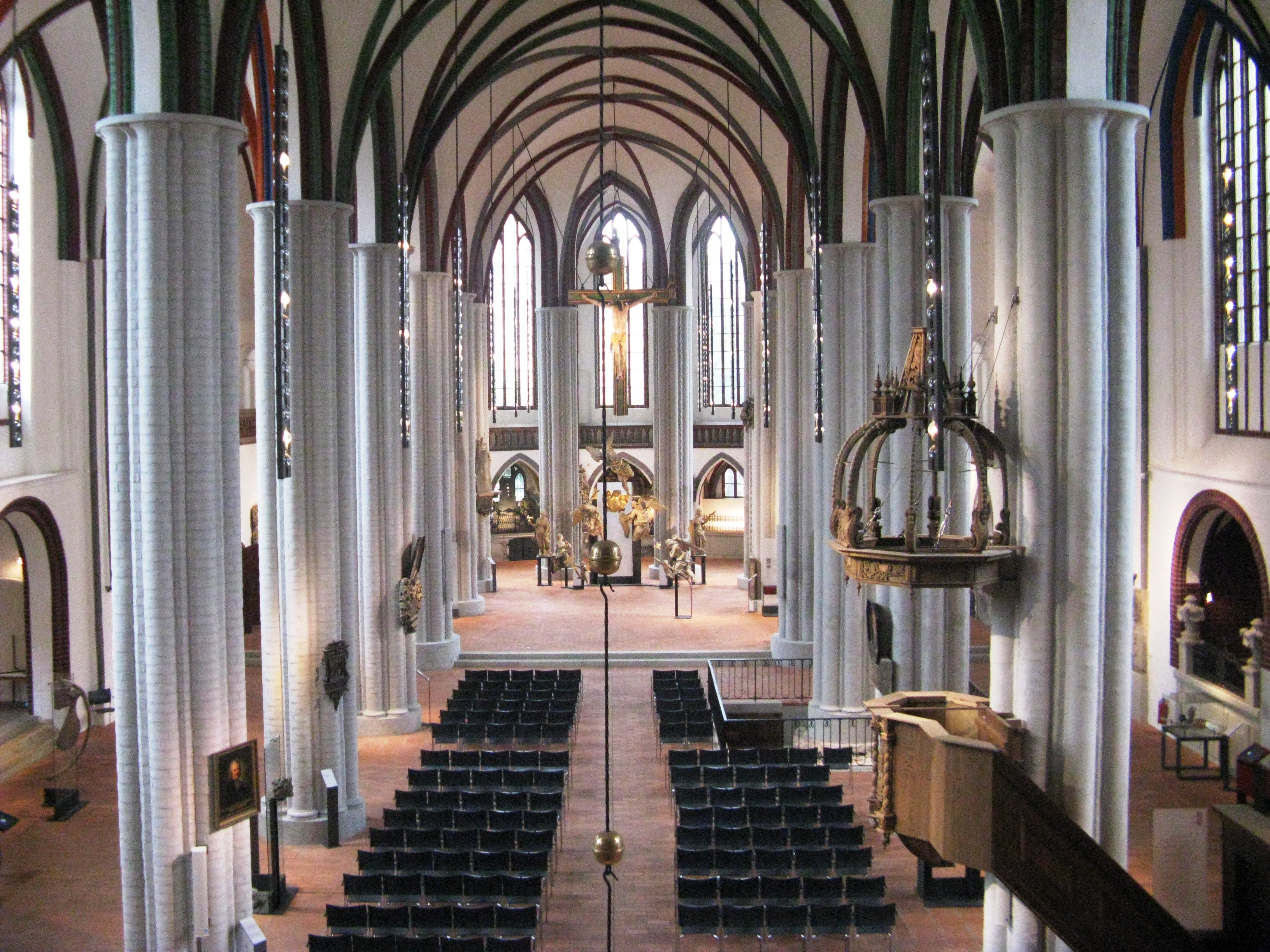
Вид на центральну наву
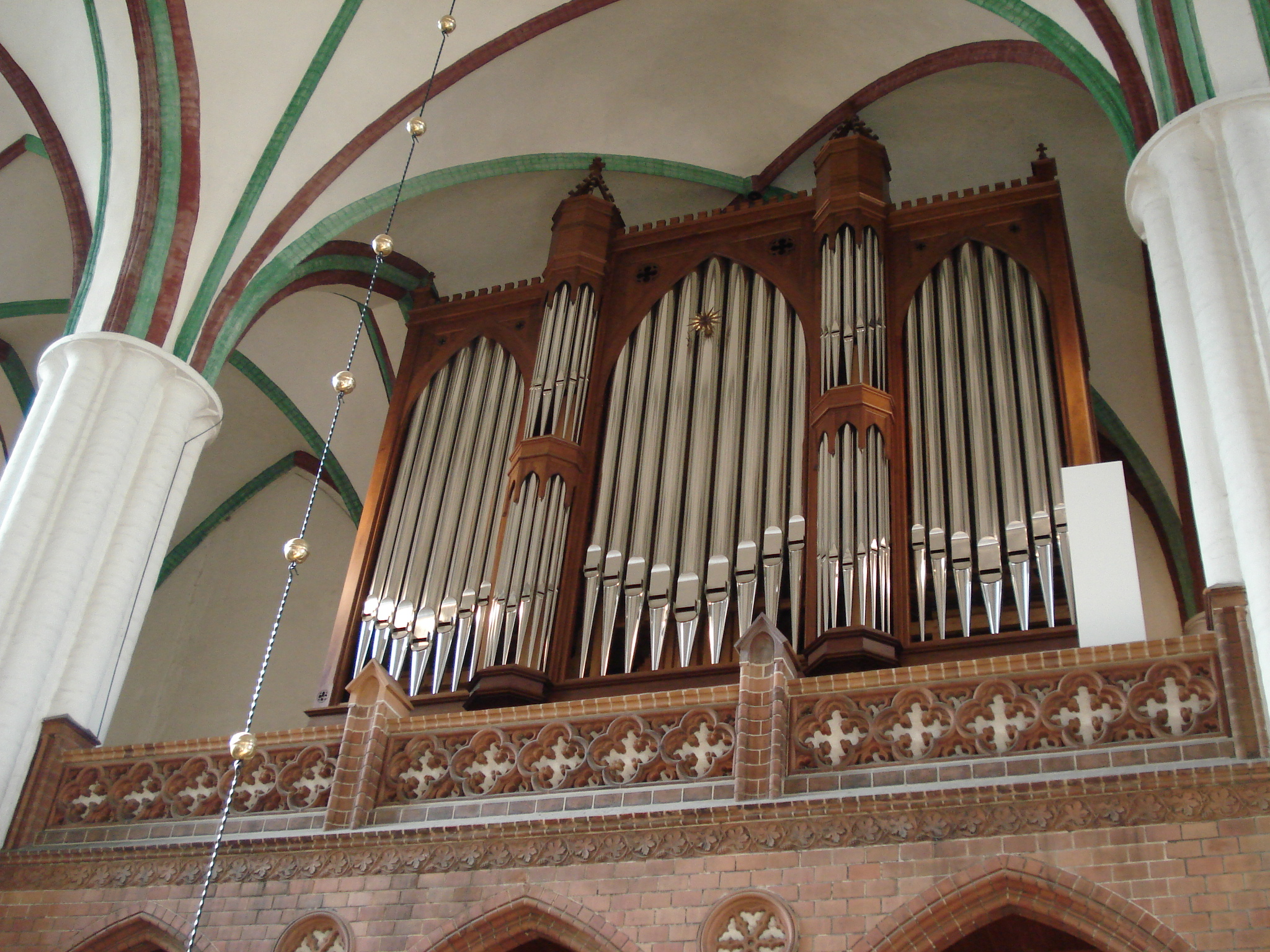
Орган церкви Св. Миколая

У 1461 році багатий цех берлінських пекарів подарував церкві Св. Миколая вівтар та щорічну ренту для оплати послуг парафіяльного вікарія.
Після приходу до Берліна Реформації, починаючи з 1539 року, у нішах хорів та бокових нефів було поховано близько 150 берлінських державних діячів, вчених та багатих жителів, надгробні плити яких частково збереглися. У цей час внутрішній простір церкви був заповнений цінними скарбами мистецтва: це і створена 1563 року купіль, і різьблена кафедра 1680 року і вівтар 1715 року. Крім тогта, були і картини з часів пізньої готики і бароко.
Сучасний орган побудований у 1997 році органною фірмою Jehmlich Orgelbau Dresden.

### Руйнація та відбудова
Під час Другої світової війни церква Св. Миколая втратила у пожежі верхівки веж, дах та частину склепіння біля хорів внаслідок бомбардування Берліна союзниками у 1944 році. Подальшу шкоду церкві принесла пожежа всередині церкви наприкінці війни, а також вплив погодних умов та пограбування кольорових металів, поки церква стояла в занепаді. У 1949 році обвалилися всі склепіння і північний ряд колон, однак суттєву частину внутрішнього облаштування вдалося врятувати. До церкви Св. Марії було передано 16 картин та романський потир церкви Св. Миколая.
Лише з 1957 року почався захист частини деталей церкви. Руїни церкви перебували у Східному Берліні, а влада НДР лише на початку 1980-х років дозволила відбудову церкви, разом з рішенням про історичну відбудову Ніколаіфільтель до святкування 750-ї річниці Берліна.

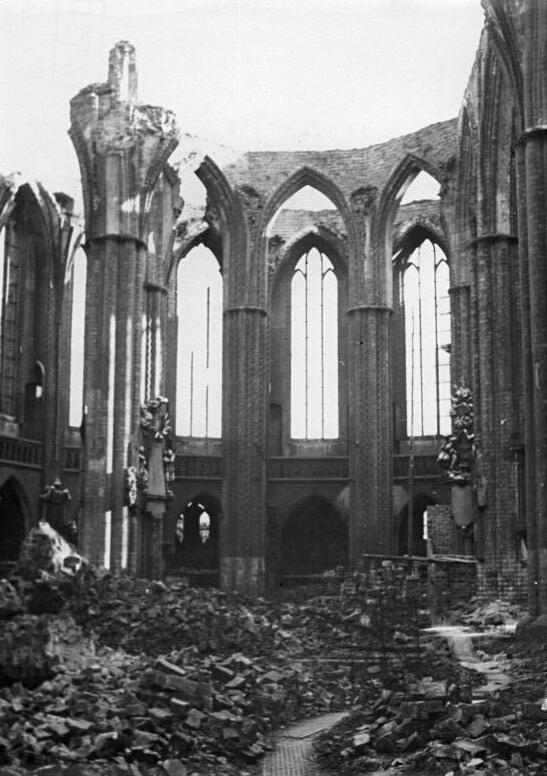
Руїна церкви після обвалу 1949 року, фото 1951 р.
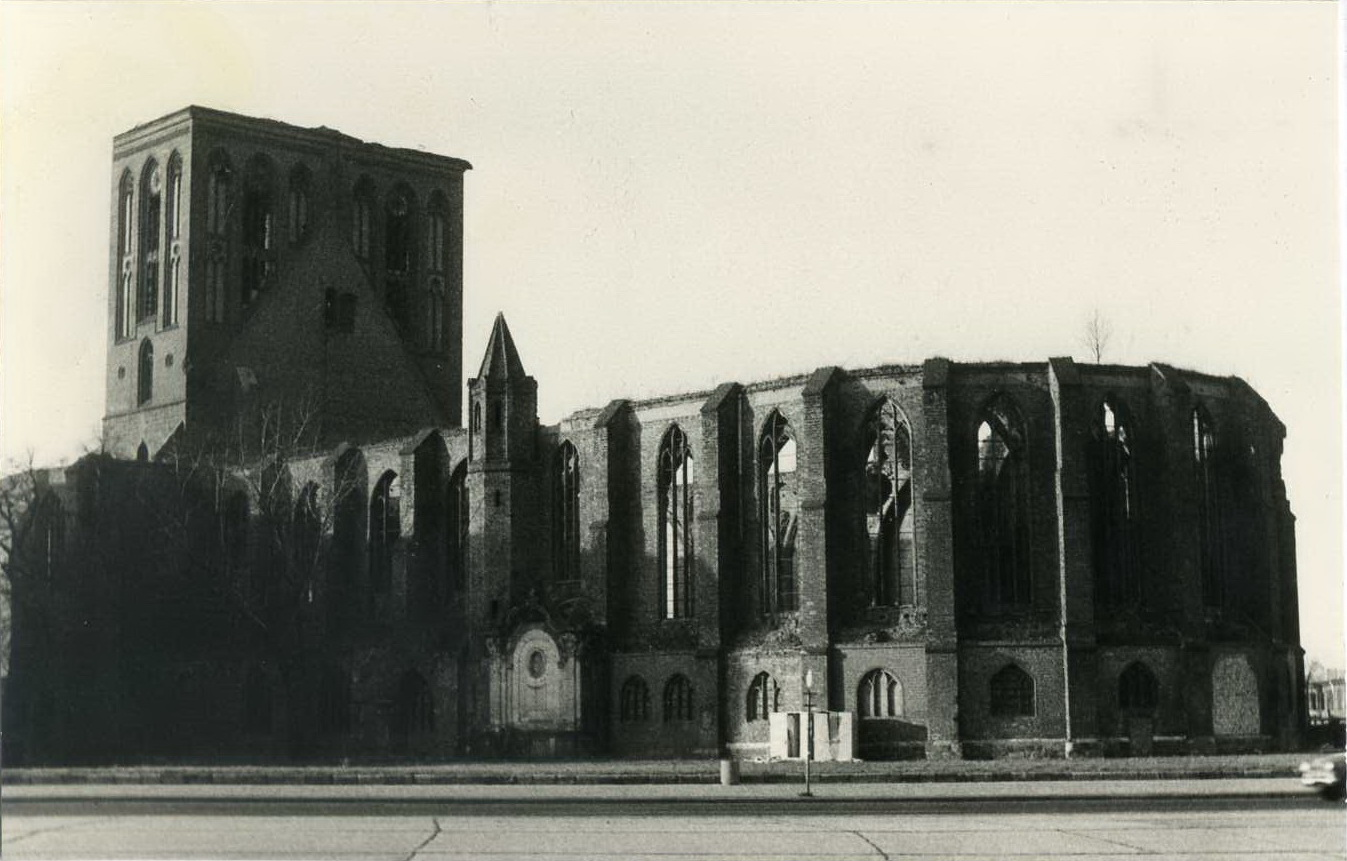
Руїна церкви перед початком реконструкції, 1982 р.
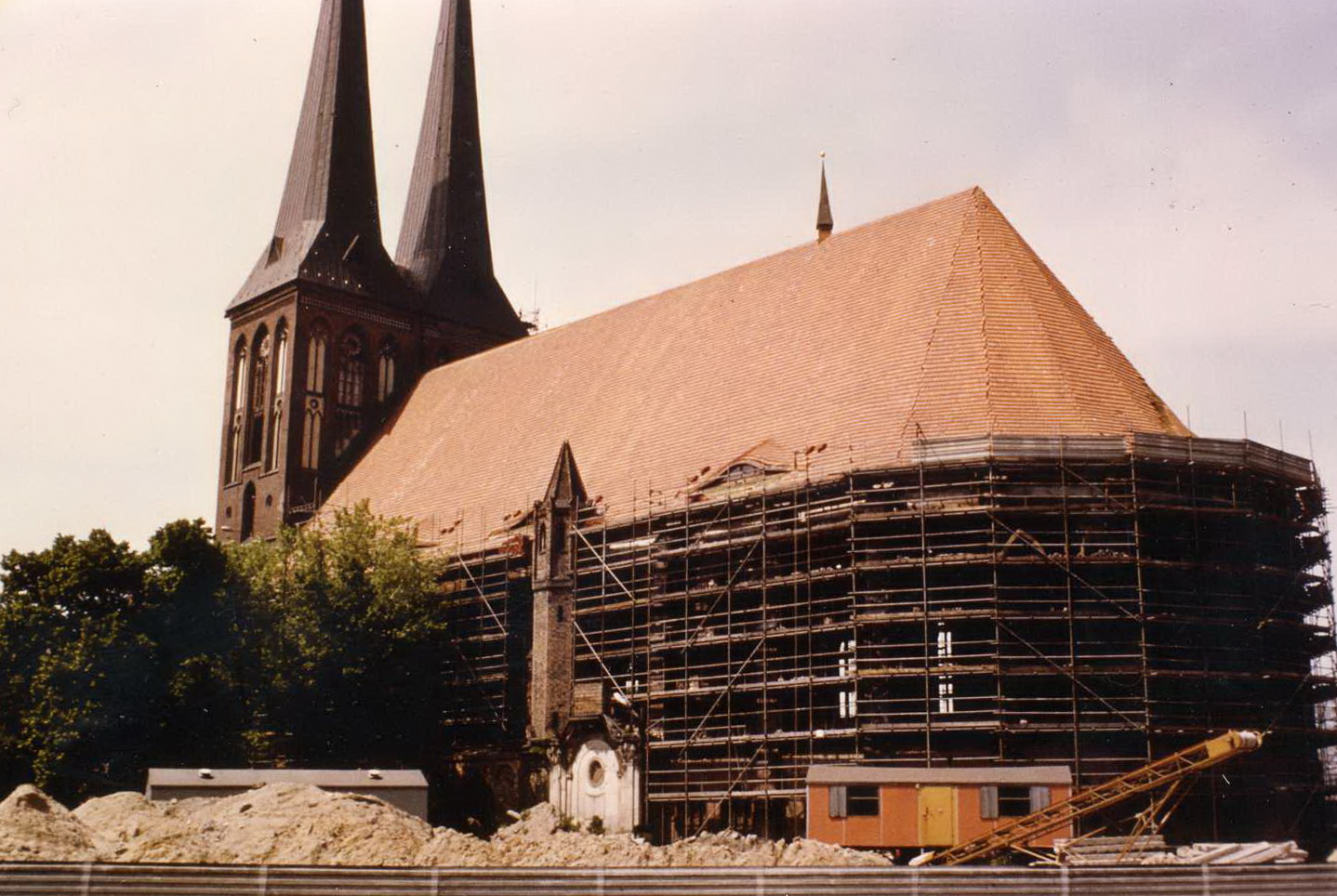
Церква Св.Миколая незадовго до кінця реконструкції, 1983 р.

Церква була відбудована з використанням старих малюнків та планів та відкрита для відвідувань у 1987 році. Хрестоподібне склепіння центральної нави висотою 18 метрів, яке обвалилося, було повністю відбудовано.

### Вежі
У 1880 році над середньовічною кам'яною основою західного фасаду було зведено дві нові цегляні вежі з металевими шпилями однакової висоти, які замінили історичну одну вежу. Під час бомбардувань Берліна наприкінці Другої світової війни вежі були зруйновані. Під час підготовки до святкування 750-ї річниці Берліна було прийнято рішення про відбудову двох шпилів. Їх відбудували за старовинними кресленнями якомога ближче до оригіналів. На спеціальній бетонній основі було змонтовано сталеву конструкцію веж, покриту шаром міді, висотою 44 метри. Після цього вежі були підняті та встановлені у серпні 1982 року. Південний шпиль отримав флюгер у вигляді історичного герба Берліна на верхівці — для нагадування, що у Середньовіччі існувала лише ця вежа. На другій вежі встановлено позолочену кулю, яка діє як блискавковідвід. Перед встановленням шпилів вагою 53 тонн, на реконструйовані вежі були встановлені спеціальні анкери з армованого бетону. Насамкінець відбудови на вежі церкви встановлено 41 дзвін.

## Використання
Спочатку церква була римо-католицькою, однак з 1539 року, з часу Реформації стала лютеранською протестантською.
Кількість парафіян зменшувалась через комерціалізацію старого міста, де житлові помешкання поступалися офісам та магазинам. Останнє богослужіння у церкві відбулося 31 жовтня 1938 року. Після цього найстаріша споруда у основній частині Берліні була передана уряду для використання її як концертної зали та церковного музею. Паства була приєднана до пастви церкви Св. Марії.
Сучасна церква Св. Миколая переважно є реконструкцією та знову використовується переважно як музей маркграфства та деколи як концертна зала, перебуваючи в управлінні Stiftung Stadtmuseum Berlin (Landesmuseum für Kultur und Geschichte Berlins).

## Археологічні розкопки
У 1956–1958 рр. та перед відбудовою церкви у 1980–1983 рр. проводились великі археологічні розкопки з метою дослідити історію будівництва церкви святого Миколая. Під час розкопок були ідентифіковані залишки романської базиліки з трьома нефами та ранньоготичної зальної церкви, які передували сучасному храму. Нижче цих залишків археологи знайшли поховання старого кладовища (від 120 до 150 поховань), яке було датовано кінцем XII — початку XIII сторіччя і знаходилось на вершині острова з намитого піску на річці Шпрее. Ці знахідки вказують на те, що Берлін принаймні на 50 років старіший, ніж традиційно вважається.